# Robert Wrenn
Robert Duffield Wrenn, detto Bob (Highland Park, 20 settembre 1873 – New York, 21 novembre 1925), è stato un tennista statunitense, numero uno del ranking mondiale nel 1897 e vincitore di quattro US Championships in singolare e uno in doppio.

## Carriera
Dal 1893 al 1897 arrivò per cinque volte consecutive in finale agli U.S. Championships vincendo per quattro volte e venendo sconfitto solo nel 1895.

Ma nel 1895 vince il torneo nel doppio maschile in coppia con Malcolm Chace.

È stato tra i primi tennisti inseriti nella International Tennis Hall of Fame, nel 1955.

## Finali del Grande Slam

### Vinte (4)
| Anno | Torneo                 | Avversario in finale | Risultato               |
| 1893 | U.S. Championships     | Frederick Hovey      | 6-3, 3-6, 6-4, 6-4      |
| 1894 | U.S. Championships (2) | Manliff Goodbody     | 6-8, 6-1, 6-4, 6-4      |
| 1896 | U.S. Championships (3) | Frederick Hovey      | 7-5, 3-6, 6-0, 1-6, 6-1 |
| 1897 | U.S. Championships (4) | Wilberforce Eaves    | 4-6, 8-6, 6-3, 2-6, 6-2 |

### Perse (1)
| Anno | Torneo             | Avversario in finale | Risultato     |
| 1895 | U.S. Championships | Frederick Hovey      | 3-6, 2-6, 4-6 |